# Association pour la défense des intérêts moraux et matériels des anciens détenus de l'Algérie française
L'Association pour la défense des intérêts moraux et matériels des anciens détenus de l'Algérie française (Adimad) est une association française visant à, selon ses statuts « défendre, par tous les moyens légaux, la mémoire de tous les martyrs et de toutes les victimes des ennemis de l’Algérie française ».
Née en 1967, rassemblant notamment les anciens membres de l'Organisation de l'armée secrète, elle fait partie selon les historiens du « lobby mémoriel » demandant une « rectification de l’histoire de la colonisation » et des « réparations matérielles des torts faits » aux rapatriés pieds-noirs et harkis.

## Historique
L'idée d'une association pour la défense des anciens membres de l'OAS serait née en 1965 à la prison de la santé, avec la bénédiction du général Salan.
Une première association « Adimad de la Région Parisienne » est créée le 14 novembre 1967, avec à sa tête successivement Bertrand de Sèze, le colonel Jean Gardes, le capitaine Jean Assémat, Guy Lamarque et Jean Favarel.
Une deuxième association « Adimad des Bouches du Rhône » est créée le 16 avril 1968 avec à sa tête Jean-Paul Piclet, puis Jean-François Collin. Cette association change de nom en 2003 pour « Adimad Sud ».
Le 22 novembre 2003, les deux associations fusionnent pour former l'Adimad[réf. nécessaire]. Elle revendique 750 membres en 2005, et est alors présidée par Jean-François Collin, ancien conseiller municipal Front national de Hyères, auparavant sous-lieutenant des commandos parachutistes pendant la guerre d'Algérie, participant au putsch d'Alger d'avril 1961, et à l'origine de l'attentat de l'OAS contre Yves Le Tac, soutien de de Gaulle.

Pour les historiens, cette association fait partie du « lobby pied-noir » qui rassemble quelques associations extrémistes de rapatriés d'Algérie qui font du lobbying auprès des responsables politiques pour obtenir des avantages en échange de leur soutien. Les membres de l'ADIMAD ne sont pas tous rapatriés ou descendants de rapatriés, et militent surtout pour « l'indemnisation des "exilés politiques" de l'OAS et des hommages aux fusillés de cette organisation »,.

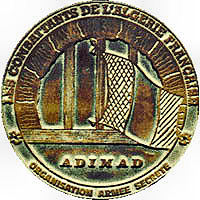
Médaille de l'Adimad portant la mention « Organisation armée secrète: les combattants de l'Algérie française »

L'organisation célèbre des messes à l'église Saint-Nicolas-du-Chardonnet, bastion de la Fraternité sacerdotale Saint-Pie-X à Paris.

## Controverses

### Stèle de Marignane (2005)
L'organisation s'est fait connaître en 2005 par sa volonté d'ériger dans le cimetière de Marignane une stèle à la mémoire des « Fusillés et combattants morts pour que vive l'Algérie française », en hommage en fait à l'organisation terroriste OAS. La municipalité de Marignane, dont le maire est Daniel Simonpieri, élu sous l'étiquette Mouvement national républicain (MNR), donne dans un premier temps son accord pour l'érection de cette stèle dont l'inauguration doit avoir lieu le 6 juillet 2005.
Devant les critiques de la Ligue des droits de l'homme, du MRAP, qui dénoncent un « révisionnisme monumental », du président de la région Provence-Alpes-Côte d'Azur Michel Vauzelle, de la Fédération nationale des anciens combattants en Algérie, Maroc et Tunisie (FNACA) qui juge cette érection « scandaleuse », d'Hamlaoui Mekachera, ou du préfet Christian Frémont ainsi que de partis politiques algériens, le préfet de police interdit la cérémonie pour trouble à l'ordre public. Le 6 juillet, le cimetière est bloqué par la police alors que 600 sympathisants de l'association s'y rendent.
La stèle est cependant érigée en 2005. Des procédures judiciaire sont entamées. La règlementation est qu'une inscription ou épitaphe doit obtenir l'approbation du maire qui peut utiliser ses pouvoirs de police pour refuser celles troublant l'ordre public, portant atteintes à la dignité du défunt ou diffamatoires. Le monument est retiré sur décision du tribunal administratif en 2008. L'association retire ensuite trois dates et redresse la stèle en 2011, à la suite de l'accord du conseil municipal en 2010. Le référé du préfet visant à annuler cette autorisation est rejeté en avril 2011. La même année, le conseil d'État rend sa décision.

### Flamme du Soldat inconnu (2006)

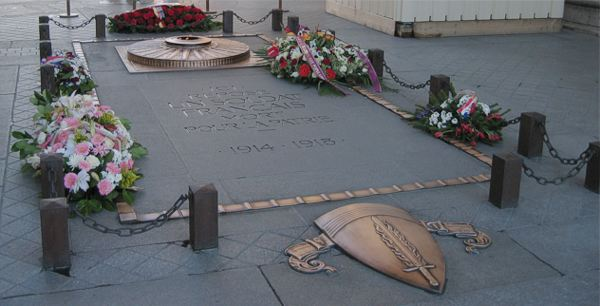
Tombe du Soldat inconnu sous l'arc de Triomphe de l'Étoile.

En 2006, l'Adimad obtient l'autorisation d'allumer la flamme du soldat inconnu sous l'arc de triomphe de l'Étoile à Paris avant que la préfecture de police ne l'interdise.